# Ludwig Husnik
Ludwig Husnik (* 14. August 1892 in Wien; † 30. Mai 1971) war ein österreichischer Schauspieler, Sänger, Regisseur, Choreograf und Librettist.

## Leben und Wirken
Ludwig Husnik war als Schauspieler an einigen österreichischen und deutschen Bühnen tätig. In den 1920er-Jahren war er Choreograf und Regisseur an der Oper Graz, wo er etwa die Operette Der süße Kavalier von Leo Fall und Die schöne Helena von Jacques Offenbach inszenierte. In den 1930er-Jahren war er Sänger und Textdichter am Musiktheater Nürnberg. Um 1940 war er Schauspieler an den Wiener Kammerspielen. Nach dem Zweiten Weltkrieg war er Schauspieler am Landestheater Linz und arbeitete mit dem Linzer Operettenkomponisten Igo Hofstetter zusammen, zu dessen Musik er für zwei Operetten die Libretti verfasste.
Weiters war Husnik als Hörspielsprecher beim ORF tätig.

## Libretti
- 1953: Das blaue Wunder, Operette, Musik von Igo Hofstetter
- 1964: Roulette der Herzen, Operette, Musik von Igo Hofstetter, UA 1964 Landestheater Linz

## Hörspiele (Auswahl)
- 1956: Walter Netzsch: 30 Sekunden (als Sprecher) – Regie: Ferry Bauer (Original-Hörspiel, Kriminalhörspiel – ORF Oberösterreich)
- 1958: Lester Powell: Die Dame ist blond (8 Folgen) (als Sprecher) – Regie: Ferry Bauer (Kriminalhörspiel – ORF Oberösterreich)